# Brachymeria ryukyuensis
Brachymeria ryukyuensis är en stekelart som beskrevs av Akinobu Habu 1963. Brachymeria ryukyuensis ingår i släktet Brachymeria och familjen bredlårsteklar. Inga underarter finns listade.